# Festival Internacional de Cinema de Sant Sebastià 2018
La 66a edició del Festival Internacional de Cinema de Sant Sebastià va tenir lloc entre el 21 i el 29 de setembre de 2018 a Sant Sebastià. La gala d'inauguració fou presentada per Belén Cuesta (en castellà) i Nagore Aranburu (en basc) i fou protagonitzada per Ricardo Darín, Mercedes Morán i el director Juan Vera.
La Conquilla d'Or fou atorgada a la pel·lícula espanyola Entre dos aguas d'Isaki Lacuesta, qui obté aquest guardó per segon cop en la seva carrera cinematogràfica. La gala de clausura fou presentada per Maribel Verdú i Edurne Ormazabal.

## Jurats

### Jurat de la Secció Oficial
- Rossy de Palma
- Nahuel Pérez Biscayart
- Constantin Popescu
- Alexander Payne
- Bet Rourich
- Agnes Johansen

## Pel·lícules

### Secció Oficial
(21 pel·lícules a concurs)
| Pel·lícula               | Director             | País            |
| ------------------------ | -------------------- | --------------- |
| El amor menos pensado    | Juan Vera            | Argentina       |
| Alpha, The Right To Kill | Brillante Mendoza    | Filipines       |
| Angelo                   | Markus Schleinzer    | Àustria         |
| Bao bei er/Baby          | Liu Jie              | R.P. de la Xina |
| Beautiful Boy            | Felix Van Groeningen | Estats Units    |
| Blindsone                | Tuva Novotny         | Noruega         |
| The Innocent             | Simon Jaquemet       | Suïssa          |
| El reino                 | Rodrigo Sorogoyen    | Espanya         |
| Entre dos aguas          | Isaki Lacuesta       | Espanya         |
| High Life                | Claire Denis         | França          |
| In-rang                  | Kim Ji-Woon          | Corea del Sud   |
| In fabric                | Peter Strickland     | Regne Unit      |
| L'Homme fidèle           | Louis Garrel         | França          |
| O Caderno Negro          | Valeria Sarmiento    | França Portugal |
| Quién te cantará         | Carlos Vermut        | Espanya         |
| Rojo                     | Benjamín Naishtat    | Espanya         |
| Vision                   | Naomi Kawase         | Japó            |
| Yuli                     | Icíar Bollaín        | Espanya         |
| Gigantes                 | Enrique Urbizu       | Espanya         |
| Dantza                   | Telmo Esnal          | Espanya         |
| Tiempo después           | José Luis Cuerda     | Espanya         |

### Horizontes latinos
(12 pel·lícules)
| Pel·lícula           | Director                 | País                      |
| -------------------- | ------------------------ | ------------------------- |
| Las herederas        | Marcelo Martinessi       | Paraguai                  |
| Compráme un revolver | Julio Hernández Cordón   | Mèxic                     |
| El Motoarrebatador   | Agustín Toscano          | Uruguai                   |
| Enigma               | Ignacio Juricic Merillán | Xile                      |
| Familia Sumergida    | Maria Alché              | Argentina Brasil          |
| Rust                 | Aly Muritiba             | Brasil                    |
| Figuras              | Eugenio Canevari         | Espanya Argentina         |
| La noche de 12 años  | Álvaro Brechner          | Espanya Argentina Uruguai |
| Los Silencios        | Beatriz Seigner          | Brasil Colòmbia           |
| Marilyn              | Martín Rodríguez Redondo | Argentina Xile            |
| Nuestro tiempo       | Carlos Reygadas          | Mèxic                     |
| Sueño Florianópolis  | Ana Katz                 | Argentina Brasil          |

### Perlak
(17 pel·lícules)
| Pel·lícula                                      | Director                         | País            |
| ----------------------------------------------- | -------------------------------- | --------------- |
| A Star Is Born                                  | Bradley Cooper                   | Estats Units    |
| 3 Faces                                         | Jafar Panahi                     | Iran            |
| Ash Is Purest White (江湖儿女, Jiānghú érnǚ)    | Jia Zhangke                      | R.P. de la Xina |
| BlacKkKlansman                                  | Spike Lee                        | Estats Units    |
| Cafarnaúm                                       | Nadine Labaki                    | Líban           |
| El Ángel                                        | Luis Ortega                      | Argentina       |
| First Man                                       | Damien Chazelle                  | Estats Units    |
| Girl                                            | Lukas Dhont                      | Bèlgica         |
| Summer (Лето)                                   | Kirill Serébrennikov             | Rússia          |
| La Mirai, la meva germana petita (未来のミライ) | Mamoru Hosoda                    | Japó            |
| Netemo sametemo                                 | Ryusuke Hamaguchi                | Japó            |
| Pájaros de verano                               | Ciro Guerra i Cristina Gallego   | Colòmbia Mèxic  |
| Petra                                           | Jaime Rosales                    | Espanya         |
| Roma                                            | Alfonso Cuarón                   | Mèxic           |
| The Sisters Brothers                            | Jacques Audiard                  | Estats Units    |
| Un Dia Mas Con Vida                             | Raúl de la Fuente i Damian Nenow | Espanya Polònia |
| Cold War (Zimna wojna)                          | Paweł Pawlikowski                | Polònia         |

## Palmarès

### Premis oficials[4]
- Conquilla d'Or: Entre dos aguas de Isaki Lacuesta.
- Premi especial del jurat: Alpha, The Right To Kill de Brillante Mendoza.
- Conquilla de Plata al millor director: Benjamín Naishtat per Rojo.
- Conquilla de Plata al millor actor: Darío Grandinetti per Rojo.
- Conquilla de Plata a la millor actriu: Pia Tjelta per Blind Spot.
- Premi del jurat a la millor fotografia: Pedro Sotero por Rojo.
- Premi del jurat al millor guió: Jean-Claude Carrièrei Louis Garrel per L'Homme fidèle i Paul Laverty per Yuli.
- Premi Kutxa - Nous Directors: Jesus de Hiroshi Okuyama.
- Premi Horizontes: Familia Sumergida de Maria Alché.

### Premi Donostia
- Hirokazu Koreeda
- Danny DeVito[5]
- Judi Dench